# Баку в период Первой мировой войны
С началом военных действий на Кавказе в рамках Первой мировой войны, территория современного Азербайджана также была вовлечен в войну, будучи в составе Российской империи. Особое значение имела бакинская нефть.

## Социально-экономическое положение
К началу войны численность населения Баку составляла свыше 215 тысяч человек. Из них 36% составляли русские, 34% - азербайджанцы (называемые в то время "татарами"), 19% армян, 4,5% евреев.
В августе 1914 года в Баку был учреждён губернский Комитет помощи пострадавшим от войны. Бакинская городская управа оказывала материальную помощь семьям солдат. В декабре того же года был создан Кавказский Комитет для оказания помощи беженцам.
С 14 по 18 февраля 1916 года в городе прошли протесты женщин против увеличения цен на продовольствие.
В 1917 году добыча нефти в Баку составляла 382 тысяч тонн, то есть свыше 15% мировой добычи. Весной 1918 года из Баку в Россию было отправлено приблизительно 1 280 000 тон нефти.

### Количество скважин
| Стадии работ            | 1914 | 1915 | 1916 |
| Бурилось скважин        | 563  | 482  | 433  |
| Начато бурением         | 218  | 176  | 149  |
| Закончено новых скважин | 235  | 179  | 166  |

В годы Первой мировой войны в Баку функционировало множество различных комитетов: Нефтяной комитет, Комитет по распределению цистерн, Керосиновый комитет и др. Количество крупных машиностроительных заводов достигало 13.
10 сентября 1918 года появилась денежная единица «бакинская бона».

## Военно-политическая обстановка
В 1915 году на территории Баку были расквартированы войсковые части.
2 ноября 1917 года на конференции Бакинского Совета было принято решение об установление советской власти в Баку. Ранее, в город был перемещён штаб Военно-революционного комитета во главе с Коргановым.
В феврале 1918 года был создан Закавказский Сейм.
В результате событий марта 1918 года армяно-большевистскими вооруженными отрядами в одном только Баку было убито свыше 12 тысяч азербайджанцев, сожжены мусульманские кварталы.
20 апреля 1918 года Бакинская городская дума, возглавляемая Фатали ханом Хойским была распущена. Деятельность национальных советов, прессы была запрещена.
В том же году, 25 апреля, был учреждён Бакинский Совет народных комиссаров, в состав которого вошли всего три азербайджанца. Прежние органы власти были заменены новыми: рабоче-крестьянская милиция, Военный трибунал, Чрезвычайный Комитет по борьбе с контрреволюцией, городские, окружные, уездные народные суды и так далее. Нефтяная промышленность и Каспийский торговый флот были национализированы.
31 июля 1918 года Бакинский СовНарКом прекратил своё существование. С 1 августа по 1 сентября того же года в Баку пребывал английский корпус во главе с генералом Денстервилем. Было создано коалиционное правительство под названием «Диктатура Центрокаспия».
Начавшиеся в августе бои за Баку завершились освобождением города Кавказской Исламской армией 15 сентября 1918 года.
17 сентября 1918 года Национальное правительство АДР с центром в Гяндже было переведено в Баку.

## Национально-освободительное движение
Весной 1916 года по предложению большевиков в Баку была создана организация «Адалят» для содействия рабочим из Азербайджана (область на северо-западе Ирана).
17 марта 1917 года в городе был создан Исполнительный комитет общественных организаций, являвшимся местным органом власти Временного правительства.
Помимо политических партий функционировали мусульманские национальные советы, наиболее популярным из которых являлся Бакинский Мусульманский Национальный Совет.
15-20 апреля 1917 года в Баку состоялся съезд мусульман Кавказа. Главным лозунгом съезда являлось стремление объединения всех мусульман России. В результате слияния двух политических партий: «Мусават» и «Тюркская партия федералистов» была создана единая «Тюркская федералистская партия Мусават».
Национальное движение на юго-восточном Закавказье (с центром в Баку) завершилось созданием Азербайджанской Демократической Республики (АДР) в 1918 году.

## Культура
В 1914-1915 годы в Баку издавался еженедельный сатирический журнал «Мезели» («Смешной») на азербайджанском языке. За все время было издано 42 номера.
В 1915 году лидером партии «Мусават» М. Э. Расулзаде было начато издание «ежедневной тюркской газеты «Ачыг сёз».
В 1916 году в Баку открылись учительские семинарии.
В августе 1918 года в городе открылись специальные педагогические курсы с целью подготовки квалифицированных кадров.
В городе функционировал Азербайджанский Государственный театр под руководством Гусейна Араблинского.